# Więźniowie wyobraźni
Więźniowie wyobraźni (Destination: Imagination) – specjalny odcinek pełnometrażowy serialu animowanego Dom dla Zmyślonych Przyjaciół pani Foster. Główną bohaterką odcinka jest Franka, która trafia do ogromnego, tajemniczego świata. Jest tam traktowana jak księżniczka, lecz nie wolno jej opuścić owego świata. Bloo, Maks, Koko, Eduardo i Chudy odbywają podróż przez tę krainę w celu jej uratowania, napotykając na swej drodze różne niebezpieczeństwa i wyzwania.
Więźniów wyobraźni, napisanych przez Lauren Faust i Tima McKeona, wyreżyserowali Rob Renzetti i twórca serii, Craig McCracken. Fabuła została wymyślona po tym, jak zespół pracujący nad odcinkiem zdecydował się stworzyć odcinek przygodowy, w którym bohaterowie wyruszają na wyprawę poszukiwawczą. Ze względu na zastosowany w epizodzie mroczniejszy i poważniejszy ton odcinka okazał się on bardziej niespokojny od innych epizodów Domu dla zmyślonych przyjaciół pani Foster.
Odcinek po raz pierwszy został wyemitowany 27 listopada 2008, podczas Święta Dziękczynienia, na kanale Cartoon Network. Przyjęto go z uznaniem i uhonorowano go nagrodą Emmy dla najlepszego telewizyjnego filmu animowanego. Odcinek był także dwukrotnie nominowany do nagrody Annie: dla najlepszego filmu animowanego dla dzieci oraz dla McCrackena i Renzettiego za reżyserię.

## Streszczenie
Podczas ulewy pewna rodzina porzuca okute kajdanami pudełko na zabawki pod drzwiami Domu dla zmyślonych przyjaciół pani Foster. Zostawia przy tym instrukcję, aby nigdy nie otwierać tej skrzyneczki. Następnego dnia Franka Foster odczuwa oburzenie swoją niewdzięczną pracą dozorczyni w domu; Pan Zając obarcza ją nieskończoną liczbą obowiązków bez odwdzięczenia się jej. Kiedy Franka zauważa na progu pudełko, Pan Zając nakazuje jej pozostawienie go na strychu. Ona jednak w swej ciekawości ignoruje instrukcję na skrzyneczce, po czym zerka do środka. Wpada do wnętrza pudełka, po czym odkrywa, że stanowi ono ogromny świat pełen rozkoszy i antropomorficznych zabawek. Franka słyszy głos młodego chłopca (Max Burkholder) i zaprzyjaźnia się z nim. Jak się okazuje, jest to zmyślony przyjaciel o imieniu Twarz, który żyje w tym świecie od czasu, kiedy jego rodzina zostawiła pudełko pod domem.
Franka ubóstwia nowo odkryty świat i odwiedza go codziennie, jest tam traktowana przez głos jak księżniczka. Ale pewnego dnia, kiedy zamierzała wyjść, przyjaciel nie pozwolił jej na to i zamknął wszystkie wyjścia z zamku, w którym przebywali. Bloo, Maks, Koko, Eduardo i Chudy są zaniepokojeni nagłym zniknięciem Franki. Docierają na strych i otwierają pudełko z zabawkami, na własną rękę odkrywając zawarty w nim ogromny świat. Bezskutecznie przepytują bezokich mieszkańców miasteczka o Frankę. Grupa policjantów w kształcie baniek-wstaniek odkrywa intruzów i ściga ich, ale ferajna zostaje ocalona przez bohaterskiego mężczyznę. Ten próbuje ich ostrzec, iż droga do Franki prowadzi przez szereg niebezpieczeństw, lecz oni decydują się na jej ratunek.
Gdy grupie bohaterów nie udaje się przejść przez most muzyczny, wpadają do jamy wypełnionej kleistym materiałem. Gdy przylepiają się do niego, powstają liczne odbicia ich sylwetek, które w stylu podobnym do zombie zaczynają ich ścigać. Po ucieczce przez środowisko przypominające grę komputerową Super Mario World uczestnicy wyprawy docierają do domostwa zamieszkanego przez psa-zabawkę. Ten zasadza na nich pułapkę, ofiarowując im do zjedzenia racuszki posypane cukrem-pudrem, jak się okazuje – także środkiem nasennym. Maks nie zjada racuszka, ma bowiem szlaban na jedzenie cukru. Dzięki temu może uwolnić swoich przyjaciół. Gdy ferajna próbuje uciec, odkrywa, że wszystkie napotkane w świecie osoby poddane są kontroli Twarzy. Może on poruszać każdym przedmiotem, którego sięgnie. Twarz zostaje jednak złapany w pułapkę w postaci jabłka i zostawiony przez uczestników ekspedycji na pustyni. Przez pustkowie później przebiega koń, nad którym Twarzy udaje się przejąć kontrolę – faktycznie jednak ukryci są w nim Maks i jego przyjaciele. Koń galopuje w kierunku zamku, dzięki czemu uczestnicy wyprawy odnajdują Frankę i próbują ją ocalić. Franka jednak wyjawia im, że Twarz nigdy jej nie porwał, że została w zamku z własnej woli i cieszy się wolnością od pracy oraz dręczącego ją Pana Zająca. Przyjaciele błagają wówczas Frankę o powrót do domu, oczekując od niej opieki nad nimi. Jednak ona stwierdza, że ich błagania kierowane są samolubstwem, po czym grzmi, że ma dość harowania za wszystkich oraz braku wdzięczności. Gdy przyjaciele chcą ją pocieszyć, Twarz traktuje ich gazem usypiającym. Gdy się budzą, okazuje się, że znajdują się w niewielkiej makiecie domu pani Foster stworzonej przez Twarz.
Franka zaczyna słyszeć głosiki krzyczących do niej przyjaciół i odnajduje ich w makiecie mimo prób odwrócenia od niej uwagi przez Twarz. Ten zaczyna się denerwować i krzyczy na Frankę, że ta planuje zostawić go na zawsze w pudełku. Dziewczyna, uspokajając Twarz i okazując mu sympatię, przekonuje go do wyciągnięcia przyjaciół z makiety. Wtem jednak Pan Zając wchodzi na strych i odkrywając, że pudełko z zabawkami jest w istocie zmyślonych przyjacielem, bezlitośnie go ruga. Znerwicowany Twarz oburza się, przeobraża w monstrum i atakuje wszystkich intruzów, lecz uciekają oni z pudełka. France też – mocno poturbowanej – udaje się stamtąd wyjść. Przekonuje ona wszystkich ocalałych, że Twarz powinien być na wolności. Również Pan Zając ustępuje i otwiera skrzyneczkę. Uwolniony Twarz, ku zdziwieniu wszystkich obecnych, ponownie się raduje. Franka wówczas wygłasza mowę, w której tłumaczy im, że Twarz w istocie potrzebował przyjaciela. Nowy domownik przysposabia się do świeżego środowiska i zamieszkuje w domu pod postacią szmacianki. Pan Zając, bogatszy o cenne doświadczenie, dzieli obowiązki między zmyślonych przyjaciół i daje France zasłużony urlop. Wszyscy zmyśleni przyjaciele, ku swemu zadowoleniu, swobodnie mogą wchodzić i wychodzić z pudełka.

## Produkcja

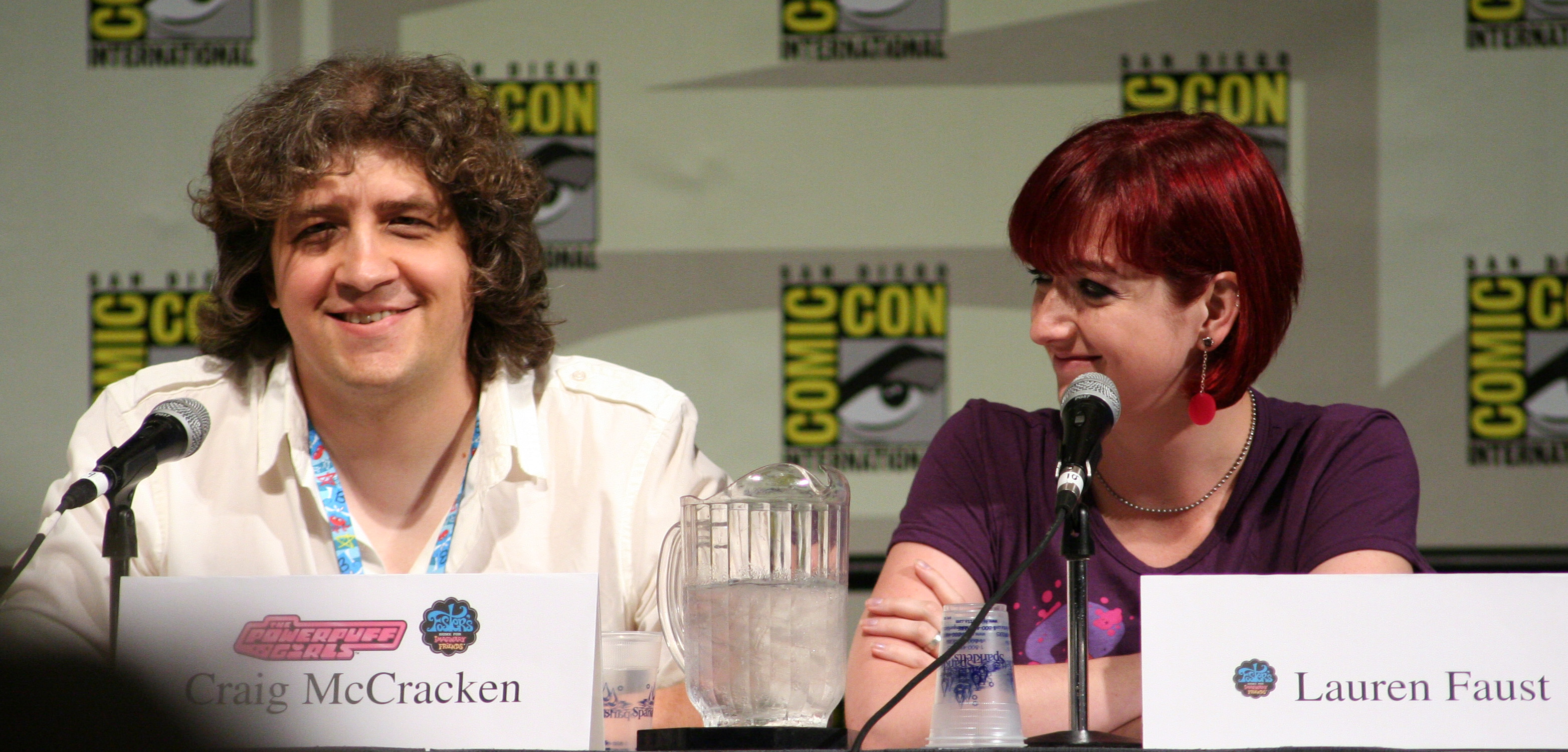
Współtwórcy serialu, reżyser Craig McCracken (po lewej) i scenarzystka Lauren Faust (po prawej), pracowali przy Więźniach wyobraźni wraz z Robem Renzettim i Timem McKeonem

Scenariusz do Więźniów wyobraźni napisała wraz z Timem McKeonem współtwórczyni Domu dla zmyślonych przyjaciół pani Foster, Lauren Faust. Za reżyserię odpowiadali twórca serialu – Craig McCracken – oraz Rob Renzetti. Odcinek został opracowany przez całą czwórkę, a także przez Darricka Bachmana, Edwarda Bakera, Vaughn Tadę i Aleksa Kirwana. Twórcy jako koncept odcinka ustalili fabułę przygodową, w której grupa bohaterów wyrusza na wyprawę poszukiwawczą.
Postać Twarzy została oparta na pomyśle stworzenia zmyślonego przyjaciela, który byłby całym światem, nie zaś namacalnym bohaterem. Baker zasugerował, iż bohater powinien być ukazany jako małe dziecko. McCracken przyjął tę sugestię, ponieważ przydawała fabule oryginalności; owo zalecenie umożliwiło ukazanie postaci jako bardziej emocjonalnej, wrażliwej i zdezorientowanej niczym zwykłe dziecko, które zmienia oblicze w przypadku, gdy nie osiągnie swojego celu.
Odcinek specjalny został napisany tak, aby opowiadać historię „uczciwie i szczerze”. Scenarzyści próbowali snuć wątek napiętych i przykrych relacji między Franką a Panem Zającem, które zaczęły się budować na nowo w miarę rozwoju serialu. W związku z ciężkawą fabułą odcinka scenarzyści zdecydowali się posłużyć Bloo i jego kompanami dla efektów humorystycznych. Bloo w owym odcinku stał się bardziej przykry i wymagający wobec otoczenia niż przedtem, ale w zamierzeniu twórców nie przekroczył granicy okrucieństwa czy złośliwości.
Znaczna część odcinka była bardziej nerwowa i mroczniejsza niż wcześniejsze epizody Domu dla zmyślonych przyjaciół pani Foster. Wyższe natężenie osiągnął poziom niebezpieczeństwa oraz konfliktu, oplatający całą fabułę. W przypadku tego konkretnego odcinka, opartego na wyższym ryzyku, McCracken wraz ze swoim zespołem zdecydował się nakreślić dzieło o poważniejszym tonie.

## Odbiór
Więźniowie wyobraźni po raz pierwszy zostali wyemitowani 27 listopada 2008 roku na kanale Cartoon Network. Odcinek ukazał się po popołudniowym maratonie z okazji Święta Dziękczynienia, podczas którego wyświetlano odcinki seriali animowanych Chowder i Mój partner z sali gimnastycznej jest małpą. Pierwszy specjalny odcinek serialu pod nazwą Poszukiwany Chudy również ukazał się w Święto Dziękczynienia w 2006 roku.
Więźniowie wyobraźni spotkali się z pozytywną reakcją krytyków. Na 61. ceremonii wręczenia nagród Emmy ów odcinek zdobył nagrodę dla najlepszego pełnometrażowego filmu animowanego, pokonując Afro Samurai: Resurrection autorstwa Spike TV. Produkcja Cartoon Network została również nominowana do nagrody Annie dla najlepszego filmu animowanego dla dzieci oraz dla McCrackena i Renzettiego za reżyserię, przegrała jednak z pełnometrażową wersją serialu Awatar: Legenda Aanga nadawanego przez Nickelodeon. Reporter portalu Newsarama Steve Fritz nazwał Więźniów wyobraźni jednym z najlepszych odcinków serialu, chwaląc „doskonałą” grę aktorską Toma Kane’a i Grey DeLisle, jak również mroczne i nerwowe zabarwienie utworu.